# Mintás szalagoscsiga
A mintás szalagoscsiga (Eobania vermiculata) a Földközi-tenger térségében őshonos szárazföldi csigafaj. Az utóbbi évtizedekben a nemzetközi kereskedelemmel eljutott Észak-Amerikába és Ausztráliába is, ahol invazív fajként mezőgazdasági károkat okozhat.

## Megjelenése

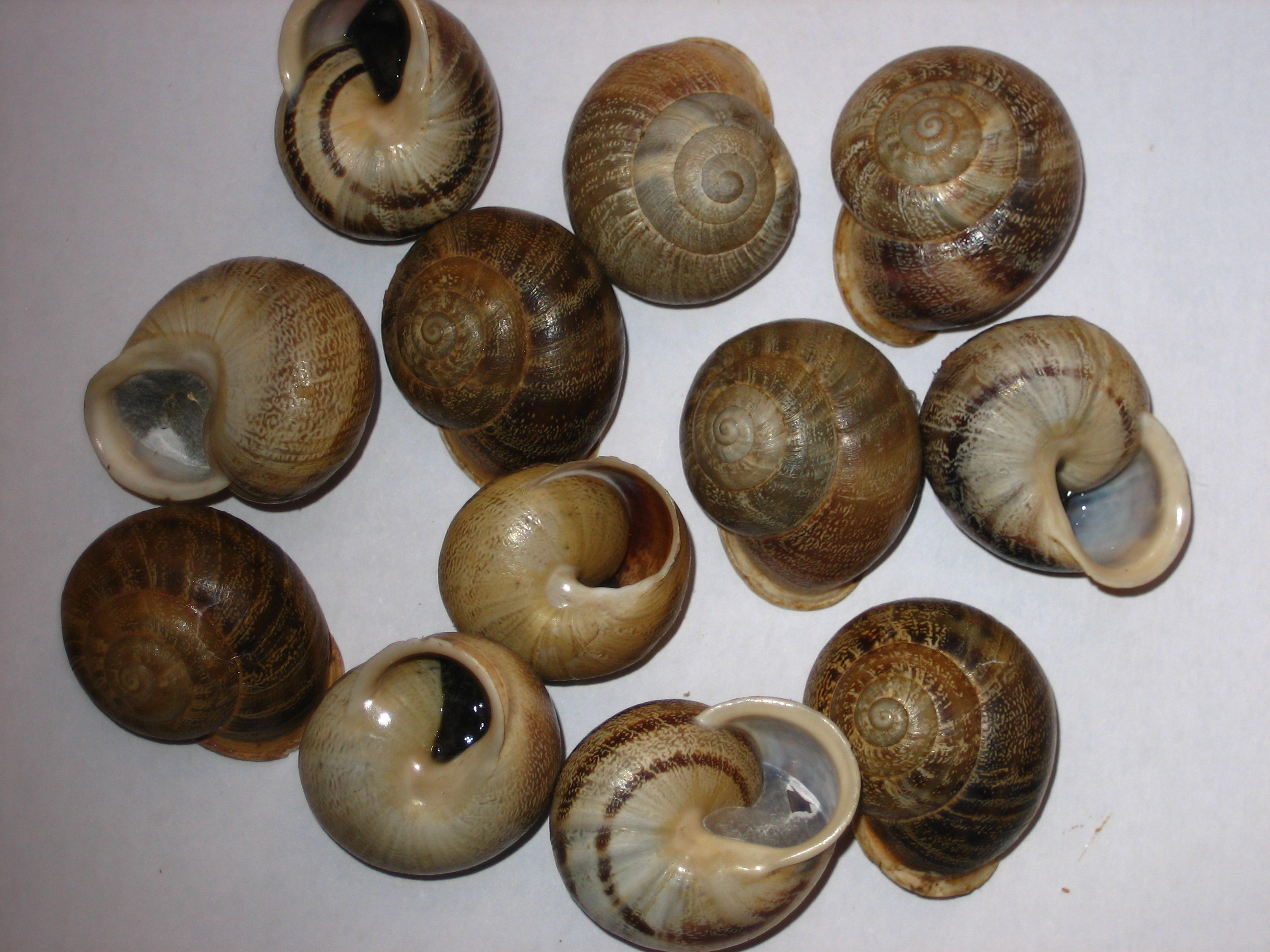
Csigaházak

A csigaház 14–24 mm magas és 22–32 mm széles; 4-4,5 kanyarulat alkotja. A héj alapszíne nagyon változatos, fehérestől zöldessárgáig változhat, a kanyarulatok hosszában több, világos- vagy csokoládébarna, gyakran szaggatott sáv húzódik végig. A ház alsó részén a legalsó sáv és a köldök között a héj kivilágosodik. A fiatal példányok köldöke szűk és részben takart, az ivarérett csigáknál teljesen bezárul. A szájadék belső része fehér. A hasonló külsejű és elterjedésű pizai fűcsigától bezárult köldöke, fehér szájadéka, nagyobb és nem kékesszürkére színeződő házcsúcsa különbözteti meg. 

## Elterjedése
A mintás szalagoscsiga a Földközi-tenger partvidékein honos Kelet-Spanyolországtól egészen Izraelig és Egyiptomig, de előfordul a Krímen és Szaúd-Arábiában is. A szaúdi és egyiptomi populáció a DNS-vizsgálatok alapján különböző alfajhoz tartozik. Különösen gyakori Krétán és a görög szigeteken. A nemzetközi kereskedelemmel eljutott Ausztráliába és az USA Kalifornia, Texas és Louisiana államaiba, ahol potenciális mezőgazdasági kártevőként tartják számon és javasolták karantén felállítását ellene. 2006-ban Londonban is megfigyeltek egy példányt, de a helyi időjárást valószínűleg nem viseli el.

## Életmódja

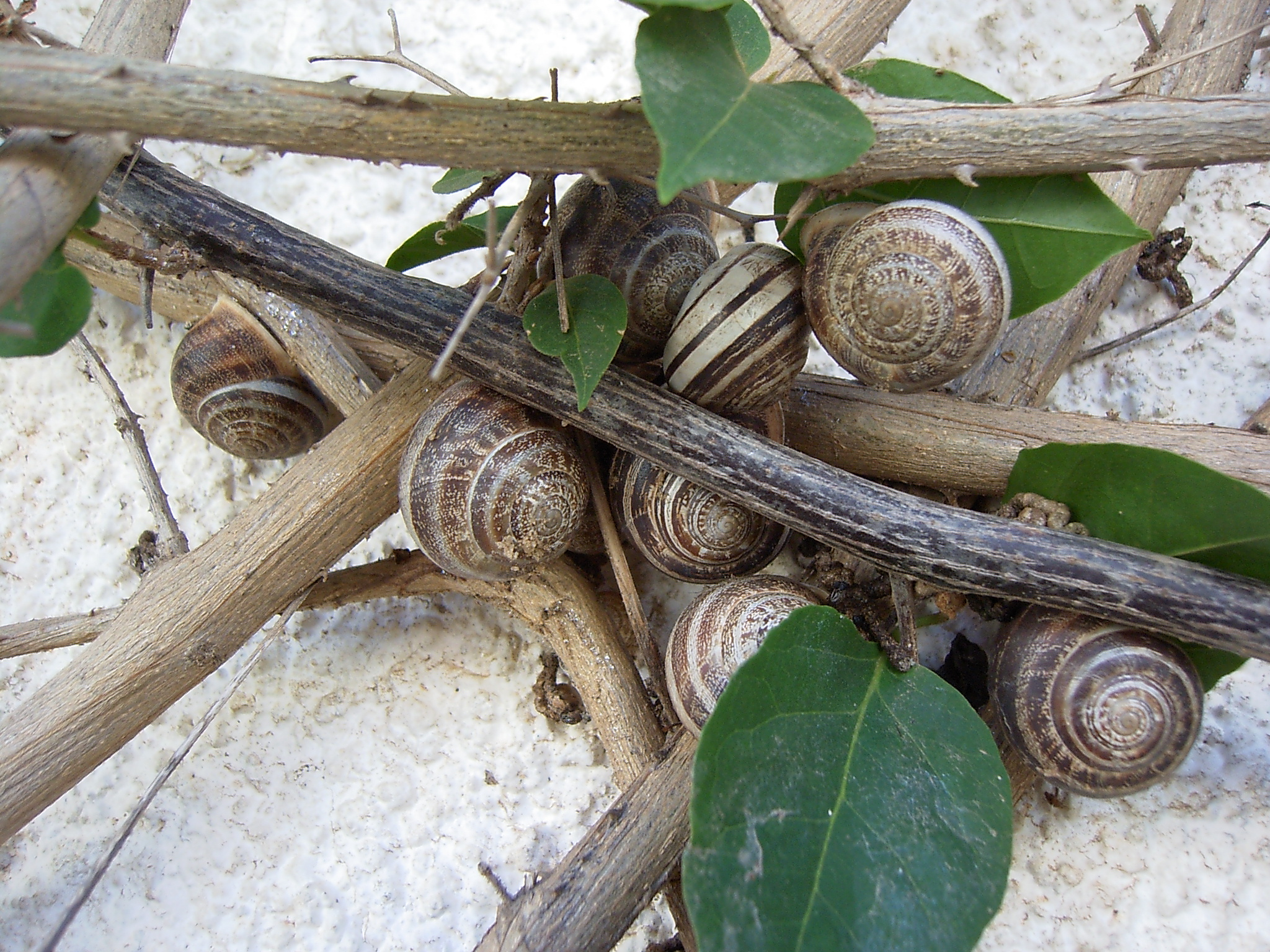
Szalagoscsigák Tunéziában

Többnyire a tengerpart közelében, különböző élőhelyeken vagy akár mezőgazdasági területeken fordul elő. A Mediterráneumban nem okoz jelentős mezőgazdasági károkat, de lehetséges hogy más kontinenseken, ahol nincsenek természetes ellenségei, komolyan károsíthatja a szőlőültetvényeket. Észak-Görögországban télen, Krétán és délebbre a nyári forróságban hibernálódik: a földbe ássa magát és házát hártyával zárja le. A fiatal példányok a talajba ásás helyett kövek alatt vagy levelek alján keresnek menedéket.
Észak-Görögországban az őszi esők megindulásával kezdődik szaporodási időszaka. 60-80 darab 3–4 mm-es petéjét földbe ásott lyukba rejti. A peték 13-20 nappal később kelnek ki és a kiscsigák házának szélessége ezután évente 12–13 mm-rel gyarapszik. Kétévesen lesznek ivarérettek, élettartamuk 5 év. Hároméves korát a csigák kb. 20%-a éri meg.
Görögországban gyűjtik és étkezési céllal Franciaországba exportálják. Gyűjtésének ideje és mérethatára törvényben szabályozott.